# Synclerostola atenistis
Synclerostola atenistis är en fjärilsart som beskrevs av George Francis Hampson 1903. Synclerostola atenistis ingår i släktet Synclerostola och familjen nattflyn. Inga underarter finns listade i Catalogue of Life.